# Фотометрична система Стремґрена
Фотометри́чна систе́ма Стре́мґрена (інколи Стре́мґрена — Крофорда), uvbyβ — одна з найпоширеніших вузько-середньосмугових фотометричних систем. Вона використовує чотири середньосмугові фільтри — u, v, b, y (з дещо вужчими смугами пропускання, ніж у фотометричній системі Джонсона) і два вузькосмугові фільтри, центровані на лінії водню Hβ.
Застосовується як для спектральної класифікації зір, так і для класифікації зір в межах класів світності. Обидва фільтри Hβ центровані на лінії поглинання нейтрального водню Hβ (486,1 нм), оскільки зоряні атмосфери загалом мають найбільший вміст водню у порівнянні з іншими хімічними елементами. Але один з цих фільтрів (βширокий) має ширшу смугу пропускання й вкриває всю лінію разом із її крилами, у той час як інший фільтр (βвузький), з вужчою смугою пропускання, укриває лише вершину цієї лінії.
Цю систему вперше застосував 1956 року данський астроном Бенгт Стремгрен для спектральної класифікації зір шляхом багатосмужної (або кольорової) фотометрії. Однак ця фотометрична система набула широкого вжитку 1958 року, після її активного використання американським астрономом Девідом Крофордом (англ. David L. Crawford) та його колегами.

## Середня довжина хвилі і напівширина смуги пропускання фільтрів
|                                             | u   | v   | b   | y   | βвузький | βширокий |
| ------------------------------------------- | --- | --- | --- | --- | -------- | -------- |
| Довжина хвилі на максимумі пропускання (нм) | 350 | 411 | 467 | 547 | 485,8    | 485      |
| Напівширина смуги пропускання (нм)          | 30  | 19  | 18  | 23  | 2,9      | 12,9     |

## Показники кольору
На практиці часто використовують показники кольору (колор-індекси) — різниці між зоряними величинами об'єктів, виміряними в різних фільтрах фотометричної системи. Вони чутливі до таких характеристик зоряної атмосфери, як ефективна температура, поверхнева гравітація і металічність зорі. У системі Стремґрена використовують такі показники кольору:
- b-y
- m1 = (v — b) — (b — y)
- c1 = (u — v) — (v — b)
- β = βвузький — βширокий

Важливі такі властивості:
- Фільтр y підібрано так, що виміряні за його допомогою величини добре корелюють з величинами V фотометричної системи Джонсона.
- Індекс b-y чутливий до ефективної температури зорі. Вимірювання здійснюються в області континууму Пашена.
- Індекс c1 чутливий до поверхневої гравітації зорі в межах зоряної атмосфери. Характеризує висоту бальмерівського стрибка у спектрах зір.
- Індекс m1 характеризує інтенсивність ліній поглинання, розташованих у околі Hδ (тобто, показує ступінь екранування зоряного спектру абсорбційними лініями важких елементів, англ. line blanketing). Таким чином, він чутливий до металічності зорі.